# Andrzej Wirga
Andrzej Wirga (ur. 1945) – polski ekonomista, działacz opozycji w PRL, przedstawiciel Solidarności Walczącej w Niemczech .

## Działania opozycyjne
W 1981 roku Andrzej Wirga wyjechał służbowo z Polski do RFN wraz z żoną, gdzie miał przewodniczyć Sekcji Krajowej Pracowników Polskiego Związku Motorowego „Solidarność” oraz prowadzić dlań rozmowy z niemieckim Deutscher Gewerkschaftsbund. Po okresie służbowym zdecydował wraz z żoną zostać w Moguncji na urlopie, gdzie ich zastał stan wojenny w Polsce.
Po 13 grudnia wspólnie założyli charytatywny Hilfskomitee Solidarność (Komitet Pomocy Solidarności), w ramach którego prowadzili kartotekę rodzin internowanych i prześladowanych działaczy, po czasie rozwijając swoją niezależną działalność do polskiego podziemia. Za swoje starania Wirga otrzymał od Kornela Morawieckiego tytuł reprezentanta „Solidarności Walczącej” na całe Zachodnie Niemcy. W tym okresie organizował również przemyt materiałów i sprzętu dla podziemia poprzez firmy przewozowe we Frankfurcie nad Menem i Stuttgarcie.
Rozpracowywany w ramach podsprawy „Manda” w ramach Sprawy Operacyjnego Rozpracowania „Węże”.